# Gustau Biosca i Pagès
Gustau Biosca i Pagès (l'Hospitalet de Llobregat, 29 de febrer de 1928 - Barcelona, 1 de novembre de 2014) fou un destacat futbolista català dels anys 50.

## Biografia
Gustau Biosca va néixer a l'Hospitalet de Llobregat el 29 de febrer del 1928. Es formà a les categories inferiors del FC Barcelona. Al primer equip fou titular indiscutible durant nou temporades, del 1949 al 1958, i va disputar un total de 187 partits. Fou un dels millors defenses centrals de la història del Barça, líder defensiu del "Barça de les Cinc Copes". Una greu lesió soferta el 1957 i la consegüent recuperació el portà a deixar el club i fitxar pel CD Comtal i a retirar-se, abans d'hora, l'any 1959. Fou onze cops internacional A, entre 1951 i 1954, i un cop internacional B.
Ja retirat inicià una llarga carrera com a entrenador. Entre els club que entrenà destacaren la UE Sant Andreu, el CE Sabadell i el Terrassa FC. També fou entrenador de la Selecció Espanyola sub-21 i segon entrenador de Ladislau Kubala a la selecció espanyola durant els anys setanta. L'any 1993 entrà a formar part de la junta directiva del Barça de Josep Lluís Núñez.
Cal destacar que Biosca fou un dels futbolistes més populars dels anys 50, no només per les seves virtuts futbolístiques, sinó pel seu atractiu físic. De fet, va fer els seus primers passos com a actor en dues pel·lícules Once pares de botas i Los ases buscan la paz i va ser un personatge mediàtic a l'Espanya dels 50 pel seu físic i la seva relació sentimental amb Lola Flores, amb qui va mantenir un romanç.
És enterrat al Cementiri de les Corts.
El 3 de novembre de 2014 el Futbol Club Barcelona va fer a l'Auditori 1899 un homenatge als jugadors supervivents que van formar part de l'equip de les 'Cinc Copes', en un acte impulsat per l'Agrupació Barça Jugadors. Els membres homenatjats del llegendari equip de principis dels anys 50, juntament amb Gustau Biosca (a través del seu fill), van ser Joaquim Tejedor, Jaume Peiró, Miquel Ferrer i Josep Duró.

## Trajectòria esportiva

### Com a jugador
- CE Moià
- FC Barcelona 1949-1958
- CD Comtal 1958-1959

### Com a entrenador
- Pontevedra CF
- Atlético Español de Mèxic
- UE Sant Andreu
- Reial Valladolid
- CE Sabadell FC
- Racing de Ferrol
- Terrassa FC
- Selecció Espanyola sub-21
- Segon entrenador de la selecció espanyola absoluta

## Palmarès
- 2 Lliga espanyola de futbol masculina: 1952, 1953
- 4 Copa espanyola de futbol masculina: 1951, 1952, 1953, 1957
- 1 Copa de les Ciutats en Fires: 1955-58
- 1 Copa Llatina: 1952
- 2 Copa Eva Duarte de Perón: 1952, 1953